# Kidney Island
Kidney Island (ang. Kidney Island, hiszp. Isla Celebroña) –  wyspa archipelagu Falklandów, położona w jego wschodniej części, kilkaset metrów na wschód od wschodniego brzegu Falklandu Wschodniego . 
Wyspa ma 0,32 km² powierzchni i 4,2 km linii brzegowej. Jest w większości nizinna, choć północne wybrzeże ma charakter klifowy, których wysokość nie przekracza 20 m. Prawie cała wyspę ma szatę roślinną zdominowaną przez  wiechlinę z gatunku Poa flabellata .
Przyroda Kidney jest stosunkowo dziewicza, przed 1964 często pozyskiwano stąd wiechlinę Poa flabellata i sporadycznie jaja pingwina skalnego. Nie ma tu introdukowanych z innych wysp Falklandów lub spoza nich ssaków, w szczególności drapieżników i gryzoni. Od 1964 cała wyspa jest rezerwatem przyrody (Nature Reserve), ponadto BirdLife International uznała w 2006 wyspę za obszar ważny dla ochrony populacji ptaków, a w 2016 za Key Biodiversity Area (kluczowy obszar bioróżnorodności). Gniazdują tu dwa endemiczne dla Falklandów gatunki Troglodytes cobbi z rodziny strzyżyków oraz Cinclodes antarcticus z rodziny garncarzowatych. Do ptaków lęgowych wyspy zalicza się także m.in. pingwiny: skalny, magellański i złotoczuby (historycznie, nie stwierdzony tu w 2018), ponadto burzyk szary i białobrody, kormoran niebieskooki i skalny .